# Cantón Chaco
Cantón Chaco är en kanton i Ecuador.   Den ligger i provinsen Napo, i den centrala delen av landet, 80 km öster om huvudstaden Quito.